# Tragiopsis hanotei
Tragiopsis hanotei är en flockblommig växtart som beskrevs av Braun-blanq. och René Charles Maire. Tragiopsis hanotei ingår i släktet Tragiopsis och familjen flockblommiga växter. Inga underarter finns listade i Catalogue of Life.